# Kofila

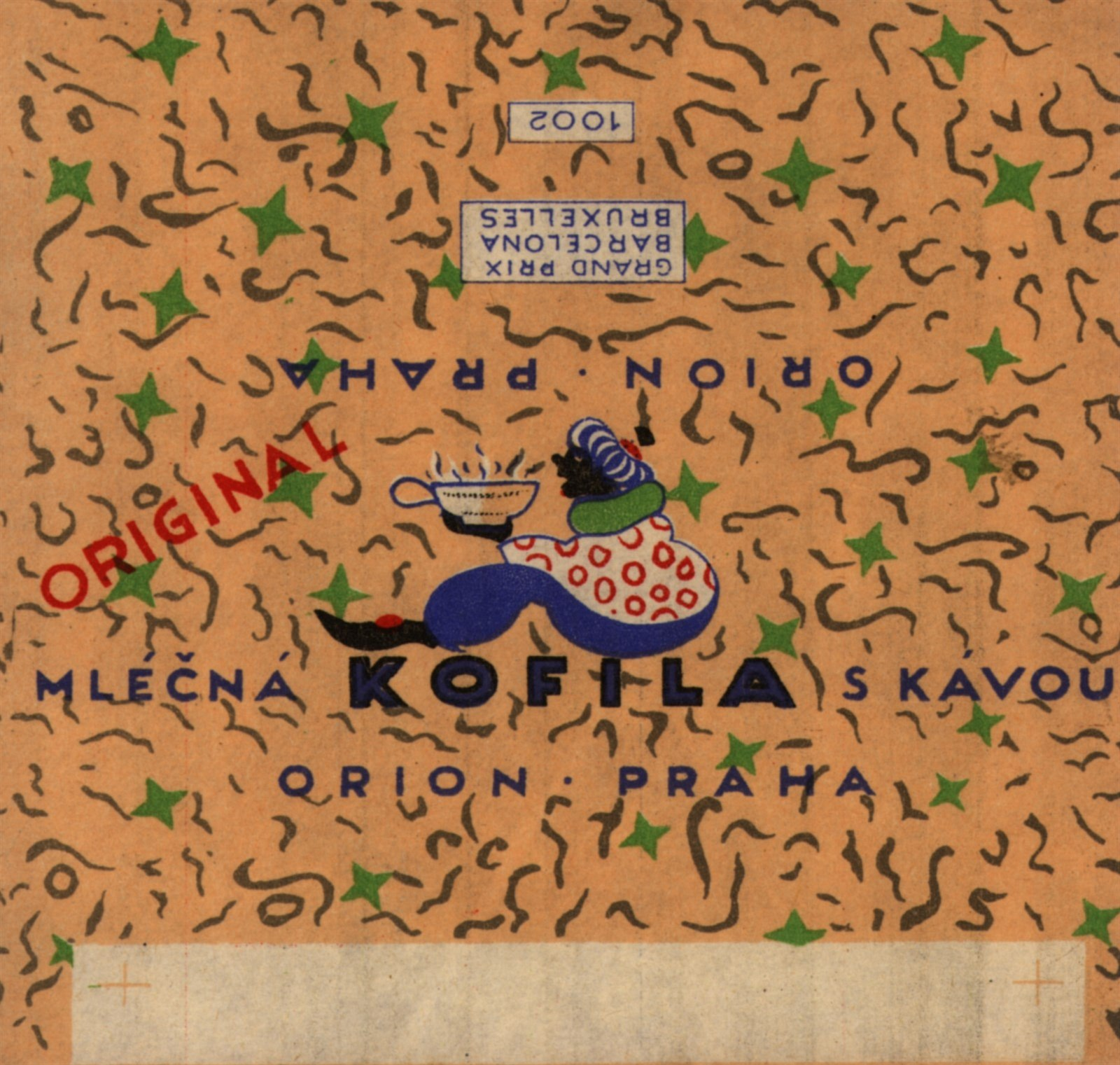
Von Zdenek Rykr stammende Figur und Gestaltung der Verpackung (1935)

Kofila ist ein tschechischer Schokoriegel von Orion im Konzern Nestlé. Der 1923 eingeführte Riegel besteht aus Vollmilchschokolade mit einer Füllung aus kaffeehaltiger Creme. Produziert wird er in Olmütz.
Kofila ist einer der beliebtesten Schokoriegel in Tschechien.

## Geschichte
Markteinführung war 1923 in der Tschechoslowakei durch Orion. Auf den Weltausstellungen Barcelona 1929 und Brüssel 1935 erhielt die Gestaltung der Kofila-Verpackung einen Grand Prix. Die Gestaltung stammte vom tschechischen Maler und Illustrator Zdenek Rykr (1900–1940). 1952 ist die Produktion von Kofila innerhalb Prags aus Vinohrady nach Modřany verlegt worden.
Bei der Olympiade der Chocolatier in Brüssel 1962 erhielt Kofila die Silbermedaille, was später auf der Verpackung abgebildet war.
Im Rahmen der dritten Spartakiade 1965 war erstmalig die Gestaltung der Verpackung kurzzeitig verändert. Abgebildet war statt der üblichen Figur ein Logo der Veranstaltung mit einem stilisierten Athleten. Ein weiteres Mal wurde die Produktion 1982 von Prag nach Děčín in Nordböhmen verlegt. Innerhalb kurzer Zeit in den 1980er Jahren folgte eine weitere Verlegung der Herstellung nach Olomouc.
Nach der Samtenen Revolution sowie der folgenden Privatisierung und Verkauf des Staatsbetriebs Orion an Néstle wurde 1993 erstmalig die Gestaltung der Verpackung umfassend erneuert. 2013 erweiterte Orion mit Latte erstmals um eine neue Kofila-Variante. Diese enthält eine weiße Milchcremefüllung mit ganzen Kaffeegranulat.
2022 wurden über 30 Millionen Riegel der Marke hergestellt, 20 Millionen davon waren die klassische Kofila-Variante. Umgerechnet auf die Gesamtbevölkerung mit knapp 16 Millionen Einwohnern im Vertriebsgebiet Tschechien und Slowakei bedeutet dies, dass jeder Einwohner statistisch über 1,25 Kofila original im Jahr konsumierte.

## Verpackung und Mohrenfigur
Die Kofila-Verpackung ist traditionell gelb gehalten. Abgebildet ist ein auf dem Schokoriegel sitzender Mohr, der eine dampfende Kaffeetasse in beiden Händen hält. 2022 wurde das schwarze Gesicht der abgebildeten Figur in blau geändert. Anlass hierfür waren Überlegungen, dass sich Teile der Bevölkerung an der Darstellung stören könnten. Zum 100. Jubiläum des Schokoriegels wurden für 2023 von Grafikdesignstudenten der Universität Zlín sieben unterschiedliche Gestaltungen der Verpackung erstellt und von Orion in den Handel gebracht. Vom üblichen Erscheinungsbild abweichende Gestaltungen in Form von Sondereditionen als verkaufsfördernde Maßnahme kommen immer wieder seit 2012/13 vor. Ausgehend sind öffentlich ausgeschriebene Wettbewerbe für Künstler, Designer und Grafiker. Die Gewinnerentwürfe werden in Galerien und Ausstellungen präsentiert.

## Inhaltsstoffe
- Kofila Originál: Zucker, gezuckerte Kondensmilch, Kakaobutter, Milchpulver, Kakaomasse, pflanzliche Fette (Palme, Palmkern), Kaffeepaste aus gemahlenem gerösteten Kaffee und pflanzlichen Fetten, Glucose-Fructose-Sirup, karamellisierter Zucker, Glucose-Sirup, pflanzliche Fette (Palme, Shea), Alkohol, Milchfett, Laktose, getrocknetes Molkepulver, Emulgatoren, Salz.
- Kofila Latte: Zucker, Vollmilchpulver, pflanzliche Fette, Kakaobutter, Kakaomasse, Molkenpulver, löslicher Kaffee, Milchfett, Lactose, Emulgatoren, Aromen

## Varianten
- Kofila original
- Kofila Latte
- Kofila Bonbony
- Kofila Espresso in Zartbitterschokolade (nur 2015)
- Kofila in weißer Schokolade (nur 2012)